# (1692) Subbotina
(1692) Subbotina est un astéroïde de la ceinture principale.

## Description
(1692) Subbotina est un astéroïde de la ceinture principale. Il fut découvert le 16 août 1936 à Simeis par Grigori Néouïmine. Il présente une orbite caractérisée par un demi-grand axe de 2,79 UA, une excentricité de 0,14 et une inclinaison de 2,4° par rapport à l'écliptique.

## Compléments